# اسایلم (کالیفرنیا)
اسایلم (به انگلیسی: Asylum) یک منطقهٔ مسکونی در ایالات متحده آمریکا است که در شهرستان مندوسینو، کالیفرنیا واقع شده‌است. اسایلم ۱۸۵ متر بالاتر از سطح دریا قرار دارد.